# Сейм Республіки Польща
Сейм Республіки Польща (пол. Sejm Rzeczypospolitej Polskiej) — нижня палата Національних зборів Республіки Польща, представляє законодавчу владу держави. Сейм у сучасному вигляді був створений у 1989 році, після краху комуністичного режиму в Польщі.

## Історія
Сейм (Вальний сейм) у Великому Князівстві Литовському як центральна установа представницького і станового характеру існував з кінця 15 століття, але до його остаточного оформлення як представництва одного шляхетського стану дійшло лише 1564 року; його компетенції стикалися з компетенціями Панів-Ради та Великих князів, при чому головною функцією сейму були справи законодавства й державних податків.
Після Люблінської унії 1569 року вальний сейм Великого Князівства Литовського і Сейм Королівства Польського, що існував уже з 14 століття, об'єдналися у спільний сейм всієї Республіки Обох Націй (Речі Посполитої). Це був найвищий законодавчий орган, сформований з короля, Сенату і Палати послів (вона мала вирішальний вплив), обраних шляхтою на сеймиках. Прийнятий у Сеймі принцип одностайності, доведений з часом до права одного посла зірвати своєю незгодою (лат. liberum veto) всю працю сейму, привів у 18 столітті до паралічу польського сейму і держави.
Звичайні (ординарні) сейми збиралися раз на два роки на зміну у Варшаві (двічі) і Городні (Гродні, один раз). Крім них існували ще надзвичайні (екстраординарні) сейми: конвокаційні (під час безкоролів'я), елекційні для вибору короля (в них брала участь вся шляхта) й коронаційні (у Кракові).
З уведенням автономії в деяких краях Австрії з 1861 по 1918 рік діяли крайові сейми в Галичині й на Буковині; до їхньої діяльності належали справи освіти, сільського господарства та інших, які їм передав Райхсрат (віденський парламент). Через куріальні вибори, вплив українських послів у крайових сеймах був обмежений.
За конституцією 1921 року назву сейм у Польщі мала палата послів з дуже широкими правами. Вони були обмежені після так званого травневого перевороту Пілсудського у 1926 році, а ще більше обмежені за конституцією з 1935 року, яка збільшила компетенції сенату.
Від завершення Другої світової війни і до 1989 року сеймом називався однопалатний парламент соціалістичної Польщі.

### Протести 2016 року
У грудні 2016 року у Польщі проходили мітинги на захист демократії. Основна причина — рішення Сейму заборонити журналістам вільно переміщуватися і вільно висвітлювати події в парламенті із січня 2017 року.

## Сучасне становище
З 1989 року Сейм являє собою нижню палату Національної Асамблеї Республіки Польща; верхньою палатою знову став сенат.

## Повноваження

### Законодавча функція
Це основна функція Сейму, яка здійснюється шляхом прийняття законопроєктів (зокрема про державний бюджет) і постанов, а отже, визначення основних напрямків діяльності держави. Крім того, відповідно до статуту Сейм уповноважує Президента ратифікувати та припиняти певні міжнародні угоди. У межах цієї функції можна також виділити конституційну функцію, тобто встановлення конституційних норм, найважливіших і основоположних для даної правової системи та державного устрою.

### Кадрова функція
Вона полягає в безпосередньому призначенні та звільненні конституційних органів держави та осіб, які входять до складу цих органів.
Основним елементом здійснення кадрової функції є висловлення довіри Раді міністрів, а в особливому випадку — право самостійного призначення уряду (у разі висловлення недовіри).
Сейм обирає та призначає на посади:
- заступника голови та членів Державного Трибуналу
- суддів Конституційного трибуналу
- членів Національної ради юстиції
- 2 членів Національної ради з питань телерадіомовлення
- 3 членів Національної медіа ради
- 3 членів Ради з монетарної політики
- Омбудсмена
- Омбудсмен у справах дітей
- Голову Вищої контрольної палати
- Голову Національного банку Польщі за дорученням Президента Республіки Польща
- Голову Управління захисту персональних даних
- членів Колегії Інституту національної пам'яті
- члени Ради охорони праці.

### Контрольна функція
Контрольна функція стосується уряду та підлеглої йому адміністрації та полягає в можливості незалежного визначення Сеймом фактичного стану справ у справах, що стосуються цих суб'єктів (зокрема, стану основних сфер суспільного життя) та порівняння його із встановленим законом станом. Це також може стосуватися контролю політики, що проводиться в певній сфері (наприклад, зовнішньої політики).
Одним із інструментів контролю уряду з боку Сейму є право висловити конструктивний вотум недовіри уряду або висловити недовіру конкретному міністру.
Особливим видом контролю є призначення слідчої комісії для розслідування конкретної справи.
Серед індивідуальних, парламентських форм парламентського контролю виділяють інтерпеляції та депутатські запитання. Депутат направляє їх прем'єр-міністру, міністрам, голові Вищої контрольної палати, які зобов'язані відповісти на них протягом 21 дня.

## Структура
Складається з 460 послів (депутатів), які обираються строком на чотири роки на загальних, рівних, прямих і пропорційних виборах при таємному голосуванні.